# عروش زواوة

خريطة قبيلة زواوة في منطقة القبائل

عروش زواوة هي مجموعة الأعراش الأمازيغية المكونة لقبيلة زواوة في منطقة القبائل ضمن الجزائر.

## ولاية الجزائر
- عرش آيث مزغنة
- عرش آيث عوفي
- عرش آيث خزارة

## ولاية بومرداس
- عرش آيث عيشة
- عرش آيث بوبحار
- عرش آيث جبيل
- عرش آيث عمران
- عرش آيث تعمالت
- عرش آيث مهنة
- عرش آيث إيدباغن
- عرش آيث بوخنفر
- عرش آيث مستينة
- عرش آيث تاقوبات
- عرش آيث هراوة
- عرش آيث هداج
- عرش ثالة أوقصر
- عرش أولاد سعد
- عرش أولاد بن كانون
- عرش أولاد بسام
- عرش أولاد مراشدة
- عرش أولاد دخان
- عرش أولاد يوب
- عرش أولاد زروالة
- عرش أولاد قورصو

## ولاية البويرة
- عرش آيث نفزيون
- عرش آيث نزليون

## ولاية تيزي وزو
- عرش آيث إيراثن
- عرش آيث غبري [الفرنسية]
- عرش إيفليسن أومليل [الفرنسية]
- عرش إيمعاتقن [الفرنسية]
- عرش آيث عيسي [الفرنسية]
- عرش آيث منقلات [الفرنسية]
- عرش آيث بطرون
- عرش آيث صدقة
- عرش آيث قشطولن
- عرش إيفليسن لبحر [الفرنسية]
- عرش آيث واقنون
- عرش آيث جناد [الفرنسية]
- عرش آيث إيجر [الفرنسية]
- عرش آيث شافع
- عرش آيث زكري
- عرش آيث فراوسن [الفرنسية]

## ولاية بجاية
- عرش آيث وغليس
- عرش آث مليكش
- عرش آث إيوانوغان
- عرش آيث إيملول [الفرنسية]
- عرش آيث إيمزاين
- عرش آيث إيعمرانن
- عرش آيث بومسعود
- عرش آيث إيفناين
- عرش آيث إيزناين
- عرش آيث سليمان
- عرش آيث عمروس
- عرش آيث بيمون

## ولاية جيجل

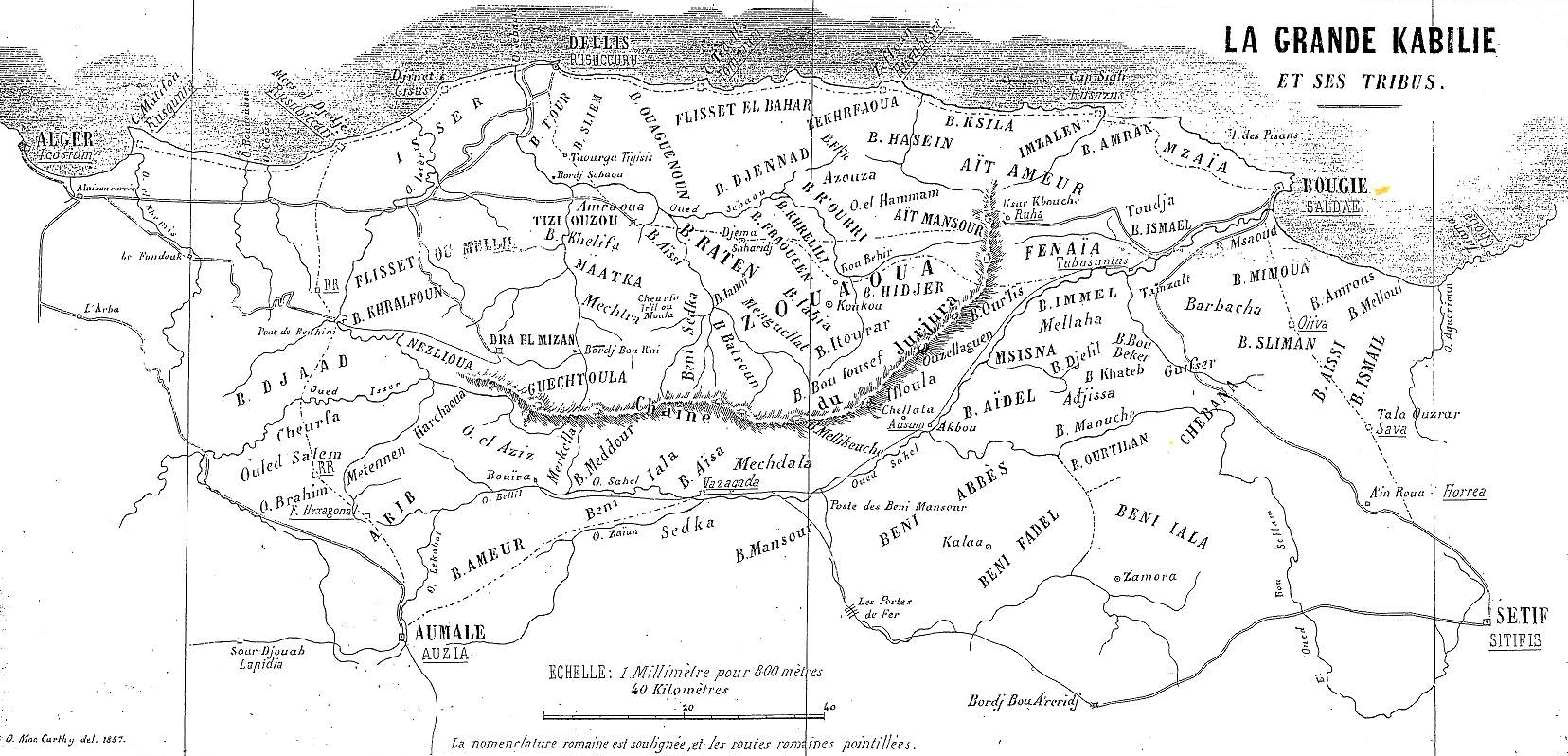
خريطة منطقة القبائل

- عرش آيث عاشور
- عرش آيث عيسى
- عرش آيث علي
- عرش آيث خزار
- عرش آيث معاد
- عرش آيث مارمي
- عرش آيث نابت
- عرش آيث قطي
- عرش آيث سعد
- عرش آيث سعد الله
- عرش بني عافر
- عرش بني أحمد
- عرش بني عائشة
- عرش بني عمران
- عرش بني قايد
- عرش بني حبيبي
- عرش بني فوغال
- عرش بني إيدر
- عرش بني خطاب
- عرش بني معمر
- عرش بني معزوز
- عرش بني مجالد
- عرش بني أورزدين
- عرش بني صالح
- عرش بني سكفال
- عرش بني سيار
- عرش بني يجيس
- عرش بني زونداي
- عرش الخراشة
- عرش لجناح
- عرش أولاد علي
- عرش أولاد عوات
- عرش أولاد عسكر
- عرش أولاد بلعفو
- عرش أولاد بوبكر
- عرش أولاد أمحمد
- عرش أولاد سعد
- عرش أولاد طافر
- عرش أولاد طيبان

## ولاية برج بوعريريج

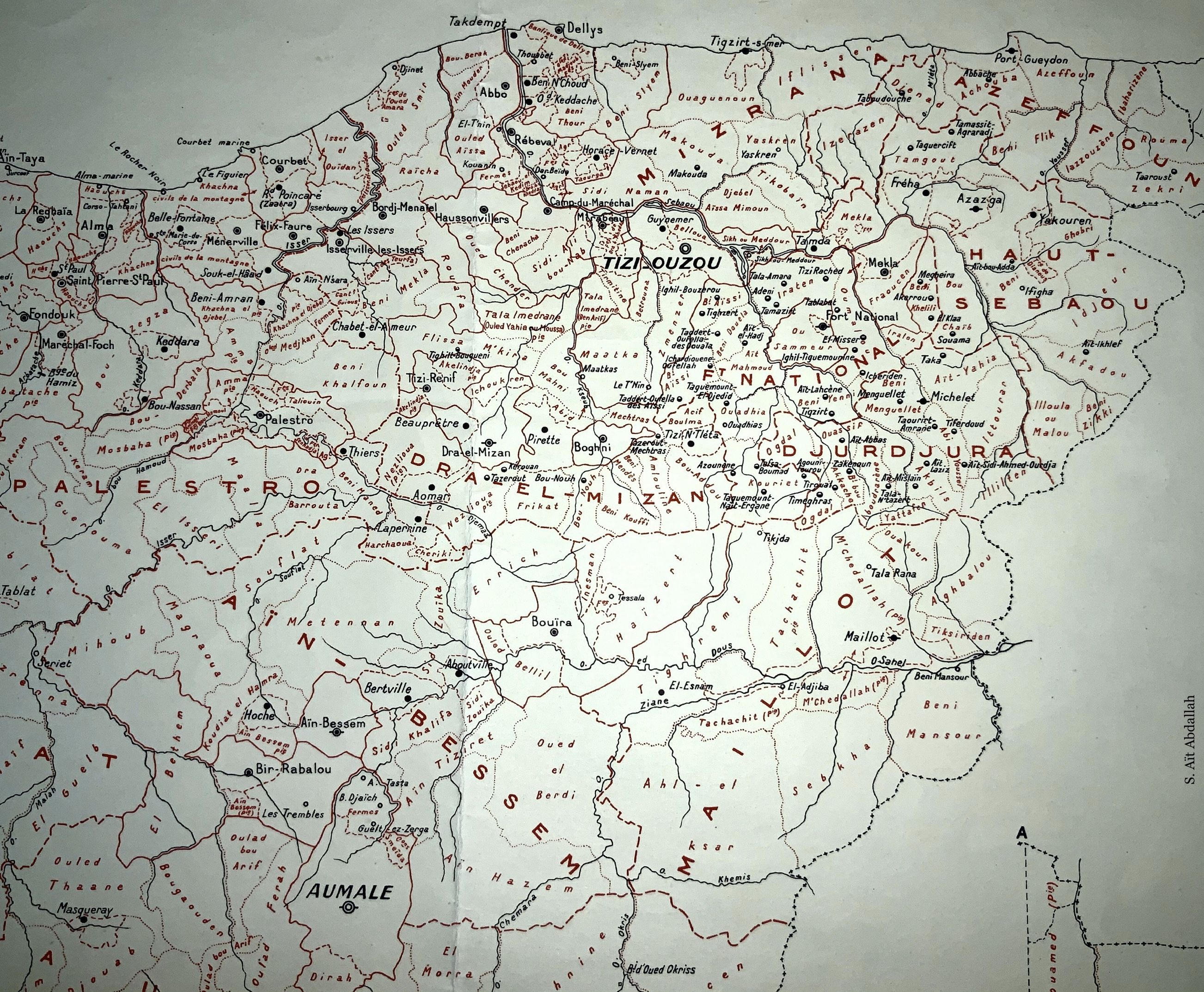
منطقة القبائل

- عرش آيث عباس [الفرنسية]
- عرش بني يعدل
- عرش جبايلية
- عرش أولاد سيدي براهيم بوبكر
- عرش آيث إيملول [الفرنسية]
- عرش آيث مزيطة
- عرش آيث منصورة

## ولاية سطيف
- عرش آيث عشاش
- عرش آيث براهم
- عرش آيث شبانة
- عرش آيث حافت
- عرش آيث ورثيلان
- عرش آيث يعلى
- عرش بني بزاز
- عرش بني جبرون
- عرش بني مجالد قبالة
- عرش آيث غبولة
- عرش لرباع
- عرش ساحل قبلي

## مواضيع ذات صلة
- زواوة
- منطقة القبائل